# Pacte national libanais
Le Pacte national libanais de 1943 est un pacte non écrit faisant office de compromis communautaire entre les principales entités qui composent le peuple libanais, à savoir les chiites, les maronites et les sunnites. Il constitue le fondement des valeurs libanaises tant sur le plan politique que culturel. Le Grand Liban, proclamé en 1920 par Henri Gouraud à la demande des maronites, fait face, depuis lors, à des perturbations et des clivages qui empêchent l’unification nationale. En 1926, une Constitution est adoptée, instituant la République libanaise sous mandat français. En 1943, Béchara el-Khoury et Ryad El-Solh posent les grandes lignes du Pacte national. Les principes de ce pacte, qui établissent l’égalité entre les communautés sur le plan politique, ont été intégrés dans le préambule de la Constitution comme « Le pacte de vie commune ».

## Historique

### Les principes fondateurs du pacte

#### Pacte de coexistence islamo-chrétien
Lorsque le Grand Liban est unifié en 1920, se pose tout de suite la question de l’intégration des différentes communautés réunies sur le même territoire. Le Liban fonctionne selon des règles claniques où les grandes familles dirigent la politique de leur communauté religieuse. Ce mode de régence induit incidemment des tensions entre les dix-huit communautés officiellement reconnues qui tentent de faire valoir leurs intérêts. Le pacte de coexistence se base sur le seul recensement (démographie du Liban) officiel de la population qui est effectué, en 1932, sous mandat français. Ainsi, les chrétiens maronites représentent, à cette époque, la plus importante communauté religieuse, suivie des musulmans sunnites et chiites. Pour formaliser l’équilibre confessionnel entre les communautés, les hautes fonctions de l’Etat seront réparties selon leur importance aux communautés selon leur poids démographique. La répartition s’effectue comme suit : 
- Maronites : présidence de la République et commandant des Forces armées, élu par la Chambre des députés à la majorité des deux tiers pour six ans.
- Sunnites : présidence du Conseil des ministres, responsable devant les députés ainsi que devant le président de l’Assemblée nationale
- Chiites : présidence de la Chambre des députés
- Grecs orthodoxes : vice-présidence de la Chambre des députés[5], Vice-présidence du Conseil des ministres

La fonction de président de la République confère un pouvoir supérieur aux chrétiens par rapport aux musulmans, marquant par là même leur hégémonie sur le pays . Cette prépondérance chrétienne est aussi expliquée par le besoin de sécurité de cette communauté dans un contexte régional difficile et majoritairement musulman.

#### Garanties juridiques pour chaque communauté
Le droit relatif au statut personnel se conforme aux groupes sociologiques et religieux que sont les communautés (At-Tawâif). Ainsi l’article 9 de la Constitution de 1926 prévoit que les populations, quel que soit le rite auxquelles elles appartiennent, doivent être jugées selon leur statut personnel et de leurs intérêts religieux. Chaque communauté est donc dotée de ses propres tribunaux dont dépendent ses ressortissants. Ainsi les mariages et divorces, par exemple, s’inscrivent dans un cadre strictement religieux, le mariage civil n’existe pas au Liban. De cette manière, les mariages mixtes demeurent compliqués.
Des mesures juridiques sont mises en place en 1926 pour pallier temporairement les conflits confessionnels et non pas pour les résorber complètement. L’État laisse le pouvoir judiciaire à la discrétion des communautés religieuses, créant ainsi une séparation institutionnelle entre le citoyen et lui. Dans sa tentative d’unification des communautés libanaises, le Pacte national a seulement réussi à fédérer ces communautés, sans les conduire à fonctionner de concert de manière unitaire. S’il est rédigé dans un but transitoire en 1926, l’article 95 de la Constitution est devenu permanent depuis 1989 et reconnaît l’existence des communautés. Cet article promeut une discrimination positive, à savoir des quotas, qui perdurent encore en 2018. De plus, il existe au sein même du Conseil des ministres une parité de représentation (munâsafa) qui réserve certains postes à des confessions spécifiques.

#### Neutralité de l’arabité
Lorsque le Liban déclare son indépendance en 1944, le défi majeur est d’affirmer son autonomie face aux velléités de ses voisins. Ainsi, les notions de souveraineté, d'indépendance et d’autonomie sont directement associées à la neutralité de l’arabité libanaise. Cette dernière dispose que les chrétiens reconnaissent le caractère « arabe » du Liban et de sa culture, et renoncent à rechercher le soutien des puissances occidentales pour leur protection. De leur côté, les sunnites assurent leur indépendance vis-à-vis de la Syrie qui convoitait le territoire libanais pour établir la « Grande Syrie ». Enfin les chiites doivent s’écarter de l’influence hégémonique de l’Iran, notamment via les partis politiques et les milices.
Malgré cette notion de neutralité de l’arabité, beaucoup de chrétiens se revendiquent d’origine phénicienne, peuple antique de commerçants maritimes ayant vécu sur les côtes de l’actuel Liban entre 1200 et 300 av. J.-C. Les musulmans, quant à eux, se considèrent comme faisant partie d’une communauté plus grande que les frontières libanaises, en raison de leur appartenance à la Oumma. Ils font ainsi preuve d’un investissement plus prononcé pour les problématiques régionales, notamment lors du conflit israélo-palestinien ou bien lors de la guerre civile en Syrie. Cependant, lors de ce dernier conflit, la question de l’immigration syrienne a montré que les Libanais, dans leur globalité, tenaient à leurs frontières et à leur identité nationale.
Sur le plan politique, le Liban a toujours souhaité conserver cette neutralité dans les conflits régionaux, notamment lors du conflit israélo-palestinien. C’est à partir de 1975 que le Pacte national a réellement été mis à l’épreuve.

### Débuts du Pacte sur fond de tensions communautaires
En 1943, Bécharra el Khoury, chrétien maronite, est élu président de la République avec, à ses côtés, Riyad es-Solh, musulman sunnite comme Premier ministre. Leur mandat est secoué par l’indépendance du Liban, qui intervient en 1944. Le Liban participe à la fondation de la Ligue arabe en 1945 et la France retire officiellement son protectorat en 1946. Des tensions se cristallisent durant la période de 1944 à 1975, notamment à cause de la position pro-occidentale et donc contraire au Pacte national du président Camille Chamoun par rapport à la crise du Canal de Suez en 1958.
En termes démographiques, aucun autre recensement officiel n’est effectué depuis 1932 pour préserver l’unité communautaire et ne pas alimenter les tensions politiques et religieuses. Cependant, des études de la démographie libanaise estiment que les chrétiens maronites sont de moins en moins majoritaires et sont supplantés par les musulmans, dont les chiites seraient plus nombreux que les sunnites. Cette tendance qui se confirme dès les années 1960 et l’arrivée des vagues d’immigration palestiniennes. Elle remet en cause la place prépondérante des maronites sur la scène politique et institutionnelle.

### Guerre de 1975

#### Eclatement du Pacte national
L’année 1975 signe le début de la crise libanaise qui déchirera le pays pendant 15 ans. Si le Liban ne participe pas à la coalition arabe en guerre contre Israël, le pays, frontalier de la Palestine, subit de plein fouet les conséquences du conflit israélo-palestinien. En effet depuis 1948, le Liban fait face à plusieurs vagues successives d’immigration palestinienne et va totaliser jusqu’à 288 000 Palestiniens sur son territoire. Cette présence, d’abord acceptée, va se muer en hostilité lorsque les forces palestiniennes, et donc sunnites, prennent progressivement du pouvoir face aux Libanais et aux partis chrétiens de droite. Un schisme va se créer entre les chrétiens de gauche ainsi que les musulmans, globalement adhérents à la résistance palestinienne, et les chrétiens de droite, et notamment les phalangistes, qui se voient menacés par cette présence musulmane exacerbée. L’équilibre confessionnel initialement prévu par le Pacte national est rompu.

#### Ingérences régionales
Le Liban bascule dans la guerre civile où la Syrie et l’Iran tentent d’étendre leur hégémonie. Les chiites, mis à l’écart par l’opposition sunnito-maronite et pourtant directement touchés par le conflit qui sévit dans leur région du sud, vont retrouver une ferveur nouvelle grâce à la révolution islamique de 1979. L’Iran consacre en effet, cette année-là, le retour triomphant d’un gouvernement religieux après une royauté soumise à la politique américaine. Les chiites vont populariser, à cette occasion, les attentats-suicides à grande échelle pour protester contre l’intervention américaine pro-irakienne dans la guerre Iran-Irak. Le Liban devient alors le violent théâtre de revendications pour des conflits extérieurs. Israël tente aussi une incursion militaire appelée « l’opération Paix en Galilée » au Liban en 1982, Beyrouth devenant la première et seule capitale arabe occupée par Israël depuis sa création. 

### Accord de Taëf (1989)

#### Principes de l’accord
En 1989, les conflits font toujours rage sur le territoire libanais. Un comité issu de la Ligue arabe composé du Maroc, de l’Algérie et de l’Arabie saoudite va organiser un sommet avec les députés libanais dans la ville de Taëf, en Arabie saoudite, le 30 septembre 1989. Un premier accord est signé pour réaffirmer l’indépendance du Liban. Si le partage des postes clés du gouvernement sont toujours divisés entre les trois plus grandes communautés religieuses, les pouvoirs du président de la République maronite sont réduits au profit de ceux du président du Conseil sunnite. Le nombre de députés passe de 99 à 128 avec une parité exacte entre chrétiens et musulmans. L’accord de Taëf réaffirme et légitime aussi la présence militaire syrienne censée protéger le Liban des attaques israéliennes et rétablir une souveraineté nationale. Cette légitimité syrienne est censée remplacer les milices chiites qui représentent une menace pour les autres communautés.

#### Mécontentement des communautés
Mais l’accord de Taëf ne fait pas l’unanimité au Liban. Le Pacte national en lui-même ne bouge presque pas. Les druzes emmenés par Walid Joumblatt s’estiment lésés par cet accord dans la mesure où il ne prend toujours pas en compte le poids démographique des druzes libanais, qui représentent environ 4% de la population. Les chrétiens, quant à eux, estiment que cet accord met en place un protectorat syrien et donc musulman sur le territoire libanais, ce qui est contraire au Pacte national. Les chiites, représentés par Amal et le Hezbollah, se sentent menacés par la position sunnite au pouvoir qui est revalorisée. 

#### Conséquences de l’accord sur le Pacte national
De manière générale, cet accord ne sera pas mis en place. Par exemple, les milices chiites ne sont pas désarmées car elles représentent encore, en 2018, le seul rempart réellement efficace contre les incursions israéliennes dans le sud du Liban. Mais certains points remanient le Pacte national et l’adaptent à la réalité de 1989, à savoir la réaffirmation de l’indépendance libanaise qui souligne la neutralité de l’arabité, la parité du Conseil des députés qui renforce la garantie d’une représentation et d’une protection juridique de chaque communauté, et une répartition plus équitable des prérogatives allouées au président de la République, au Premier ministre et au président du Conseil.

### Depuis 2006
Plus de quinze ans après l’accord de Taëf, la paix est restaurée au Liban avec la fin de l’ingérence syrienne et le retrait unilatéral des troupes israéliennes du sud du pays. Le Liban doit se reconstruire sur le plan politique, économique et social. Après 15 ans de guerres successives, le pays est plongé dans un système confessionnel enraciné par les conflits. De cette période sortent vainqueurs les sunnites, qui ont affirmé leur pouvoir sur la classe politique, notamment grâce à la famille Hariri. Les chrétiens, au contraire, perdent une influence substantielle tant sur le plan politique que démographique. Les chiites, enfin, conservent leur emprise sur le sud du Liban et sur la vallée de la Bekaa grâce aux milices toujours armées, afin de compenser leur poids politique. Ils deviennent numériquement la première communauté libanaise. Le Pacte national libanais ne correspond alors pas à la réalité politique et à la tendance démographique du Liban qui se dégagent des études publiées depuis 2004. Bien que non écrit et décrié, ce pacte conserve toujours une importance capitale pour le Liban. Il est, en effet, considéré comme un idéal à atteindre mais le confessionnalisme reste maître et empêche l’établissement de mesures à visée laïque.